# بيريفوليا (هانيا)
بيريفوليا (Περιβόλια) هي مدينة في خانيا في اليونان.